# Hillehorn
Hillehorn är en bergstopp i Schweiz.   Den ligger i distriktet Raron och kantonen Valais, i den södra delen av landet, 90 km sydost om huvudstaden Bern. Toppen på Hillehorn är 3 170 meter över havet, eller 474 meter över den omgivande terrängen. Bredden vid basen är 5,0 km.
Terrängen runt Hillehorn är huvudsakligen bergig, men den allra närmaste omgivningen är kuperad. Närmaste större samhälle är Naters, 11,9 km väster om Hillehorn. 
Trakten runt Hillehorn består i huvudsak av gräsmarker. Runt Hillehorn är det glesbefolkat, med 10 invånare per kvadratkilometer.